# Сън Ра
Сън Ра (Sun Ra), роден като Хърман Пул Блънт, е афроамерикански джазов музикант (композитор, пианист) и поет.
Известен е със своята космическа философия, музикални композиции и представления. В отделни етапи от своята кариера е известен под различни имена, като Le Sonra и Сони Лий. Бендът, който ръководи, носи името „Аркистра“ (Arkistra).

## Имена
Отказва се от рожденото си име и приема името и личността Сън Ра (Ра е древноегипетският бог на Слънцето), както и други имена през кариерата си, включително Сонра и Сони Лий. Отказва всякаква приемственост с рожденото си име, казвайки: „Това е въображаема личност, никога несъществувала... Всички имена, които използвам освен Ра, са псевдоними.“
От средата на 1950-те години до смъртта си води „Аркестрата“ (умишлена грешка в правописа на „оркестър“) – ансамбъл с постоянно променящ се състав и име. Имената на оркестъра се менят: той е ту „Аркестрата на слънчевия мит“, ту „Неговата аркестра на космическата дисциплина“, „Аркестрата на Синята вселена“, „Аркестрата на сложената на самолет Многоселена“ и други. Сън Ра отстоява, че постоянно променящото се име на ансамбъла отразява постоянно променящата се природа на музиката му.

## Музика
Критикът Скот Яноу пише: „Измежду всички джаз музиканти Сън Ра вероятно най-много подлежи на дебат“, тъй като музиката му е еклектична и освен това той води неортодоксален живот. Твърди, че произлиза от „Ангелската раса“, не от Земята, а от Сатурн. Развива сложна персоналност, използвайки космически философии и лирическа поезия, която го прави сред първите в афрофутуризма. Проповядва чувството за съзнателност и миролюбието преди всичко друго.
Не намира успех в мейнстрийма, но Сън Ра оставя голямо наследство като звукозаписен творец и като чест концертен изпълнител. Музиката му минава от клавиатурни сола до биг бендове с над 30 музиканти и се зарежда от целия спектър на джаза, от рагтайм до суинг, от бибоп до фрий джаз. Той е сред първите музиканти, използващи електронна музика и спейс музика. Използва свободната импровизация и е сред първите, които широко използват електронната клавиатура.
|  | Тази страница частично или изцяло представлява превод на страницата Sun Ra в Уикипедия на английски. Оригиналният текст, както и този превод, са защитени от Лиценза „Криейтив Комънс – Признание – Споделяне на споделеното“, а за съдържание, създадено преди юни 2009 година – от Лиценза за свободна документация на ГНУ. Прегледайте историята на редакциите на оригиналната страница, както и на преводната страница, за да видите списъка на съавторите. ВАЖНО: Този шаблон се отнася единствено до авторските права върху съдържанието на статията. Добавянето му не отменя изискването да се посочват конкретни източници на твърденията, които да бъдат благонадеждни. |

1. ↑  596/000109269 //  NNDB.   Посетен на 10 ноември 2019 г.
2. 1 2 3 4  119226200 //  Колективен нормативен архив.   Посетен на 10 ноември 2019 г.
3. ↑  35328 //  Discogs.   Посетен на 10 ноември 2019 г.